# Baron Osy (schip, 1855)
De "Baron Osy" was een Belgische raderstoomschip van de rederij Société Anversoise de Bateaux à Vapeur te Antwerpen. Het werd gebouwd in 1855 bij J. Scott, Russell & Cº te Millwall. Lengte: 63,7 m, breedte 8,6 m, diepgang 4,15 m, 679 ton, 449 net. Driemastschoenertuig, zeilen opgebonden.
Het raderstoomschip had aan beide zijden van het schip overkapte schoepenraden, twee masten en twee ver uiteenstaande zwarte schoorstenen. Men kon de schoepenraden zien draaien. Het enige wit op het schip was de lage opbouw, met vooraan een scheepsbrug en daarboven, de open brugstuurbak waar de stuurman en kapitein in weer en wind stonden. Het schip had op de achtercampagnedek twee grote en twee kleine sloepen aan boord.
Het voer elke week en gedurende bijna 35 jaar met voedingsmiddelen van Antwerpen naar Londen. 
Kapiteins : 1855 Jackson, 1855 Pearce, 1855-1867 Muys, 1867-1870 Van Dipendael, 1871-1875 Verbist, 1875 Van Gulick.
In 1875 vervangen door een nieuw schip met dezelfde naam. Het is uiteindelijk gesloopt. 